# Rhonda Software
Ронда Софтваре - компания, занимающаяся разработкой программного обеспечения и аппаратного обеспечения для камер и предоставляющая прочие инженерные услуги в индустрии разработки камер. Компания была основана в 1995 году. Основные клиенты в США, Канаде, Израиле, Европе, Японии и Тайване.
С помощью камеры Vuze, разработанной при участии Ронды, был снят первый в мире 3D-ролик из космоса. Видео стало частью документального проекта National Geographic «Неизвестная планета Земля» (One Strange Rock).
На 2023 год компания имеет более 100 инженеров с головным офисом в США (Чикаго) и с главным центром разработки в Казахстане (Алматы).

## Направления деятельности
- Встроенное ПО для фото- и видеокамер, оборудования связи;
- разработка SoM (System-on-a-Module) решений на базе SoC (System-on-a-Chip) компании Ambarella[англ.];[6]
- проектирование фото- и видеокамер;[2]
- видеоаналитика;[7]
- веб-приложения и облачные сервисы;
- автоматизация процесса разработки и тестирования ПО;
- программно-аппаратная платформа для записи видео.[8]

## Рейтинги
- CNews100: Крупнейшие IТ-компании: 2004 год, 95е место[9][10]; 2005 год, 98е место;[11].
- Коммерсантъ: Рейтинг компаний IT-рынка: 2008 год, 64 место;[12]
- SEI CMM: Уровень 4;
- Возглавляла отделение в международной ассоциации профессионалов в области аутсорсинга IAOP. 2007 год;[13][14]
- 1-е место в номинации "Экспортёр года в сфере высоких технологий", 2019 год.[15]